# Essedari
Essedari (plural essedaris, llatí essedarii) era el nom que es donava a l'antiga Roma als gladiadors que combatien sobre carruatges o carros (esseda), a l'estil practicat a les províncies de la Gàl·lia i de Britànnia. S'esmenten sovint a les inscripcions.